# Trinitas College
Het Trinitas College is een scholengemeenschap voor twee scholen in Heerhugowaard; de Johannes Bosco en het Han Fortmann. Voorheen waren dit de Waardse Kil, Don Bosco en het Han Fortmann College, maar in 2006 zijn de Waardse Kil en Don Bosco gefuseerd tot de Johannes Bosco.

## Geschiedenis
De school is in 1997 gevormd uit een samenvoeging van de Don Bosco en het Han Fortmann.
De Don Bosco was het oudste onderdeel van deze school. De Don Bosco is in 1959 gesticht als een school voor ULO en verzorgde nadien jarenlang het mavo-onderwijs in Heerhugowaard aan de Bickerstraat en de Van Foreeststraat. De locatie Han Fortmann werd in 1973 gesticht als Han Fortmann-college en verzorgde havo- en atheneum-onderwijs aan de Bevelandseweg. Een jaar later werd de toenmalige technische school Waardse Kil gesticht door het bestuur van de Don Bosco-mavo. In 1994 fuseerde de Waardse Kil met een andere vmbo-school, de St. Elisabeth te De Goor.
Van 2007 tot augustus 2015 was drs ir G.E.A. (Gerritjan) van Luin algemeen directeur/bestuurder van het Trinitas College; vanaf 1 augustus 2015 is de heer A.A. (Ton) Heijnen directeur/bestuurder.

## Johannes Bosco
Deze school is gericht op het TL, KB/BB, KBL, BBL en LWO-onderwijs. Het is een rooms-katholieke school met zo'n 1800 leerlingen.

## Han Fortmann
Het Han Fortmann is een rooms-katholieke school voor havo en (tweetalig) vwo. De school heeft in het schooljaar 2014/2015 zo'n 1950 leerlingen. De school bevindt zich aan de Beukenlaan te Heerhugowaard in een gebouw dat daar sinds 2006 staat. Doordat dit gebouw al snel te klein bleek, werd er een verdieping bovenop gebouwd. Dit bleek echter ook niet voldoende, waardoor in het schooljaar 2014/2015 tevens een noodgebouw in gebruik werd genomen, waardoor het Han Fortmann nu uit twee gebouwen bestaat. Het hoofdgebouw omsluit het Kees Jonkplein, genoemd naar een oud-leraar.

## De Grote Prijs
Het Trinitas College (en haar voorgangers) organiseert al sinds 1992 De Grote Prijs. De Grote Prijs is een muzikale talentenpresentatie voor en zoveel mogelijk georganiseerd door leerlingen. Veel oud-deelnemers ontdekken tijdens deze shows hun muzikale talent en liefde voor muziek en/of dans. De Grote Prijs vindt traditionele plaats in week 12 van elk jaar en wordt voorafgegaan door voorrondes op beide locaties 